# La Valle Agordina
La Valle Agordina là một đô thị ở tỉnh Belluno trong vùng Veneto, có vị trí cách khoảng 90 km về phía bắc của Venice và khoảng 20 km về phía tây bắc của Belluno. Tại thời điểm ngày 31 tháng 12 năm 2004, đô thị này có dân số 1.217 và diện tích 48,7 km².
Đô thị La Valle Agordina có các frazioni (các đơn vị trực thuộc, chủ yếu là thôn làng) Cugnago, Fadés, Lantrago, Matten, Conaggia, Chiesa, Torsas, Gaidòn, Ronche, Ronchet, Cancellade, Noàch, Le Campe, and La Muda.
La Valle Agordina giáp các đô thị: Agordo, Forno di Zoldo, Longarone, Rivamonte Agordino, Sedico, Zoldo Alto.